# Richard Sokolove
Richard Sokolove (* 27. Januar 1908; † Mai 1975 in Los Angeles, Kalifornien) war ein US-amerikanischer Drehbuchautor und Filmproduzent, der durch den Kinofilm Königin für tausend Tage Ende der 1960er Jahre international bekannt wurde.

## Leben und Karriere
Richard Sokolove, Jahrgang 1908, hinterließ als Drehbuchautor in Hollywood 1946 erste Spuren, als er für Regisseur Albert S. Rogells Filmdrama The Magnificent Rogue nach dem Krieg die Geschichte lieferte, die während des Krieges spielte. In den Hauptrollen sah man Lynne Roberts, Warren Douglas und Gerald Mohr. Anfang der 1960er Jahre schrieb er dann die Drehbücher für Fernsehepisoden von Serien wie der Krimiserie Peter Gunn von Regisseur Blake Edwards, populär geworden durch die Filmmusik von Henry Mancini und der Drama-Serie The Best of the Post, inspiriert von Geschichten der amerikanischen Wochenzeitschrift Saturday Evening Post. 
Einen großen Erfolg als Drehbuchautor gelang ihm im Jahr 1969 fürs Kino, als er zusammen mit John Hale und Bridget Boland das Drehbuch für Charles Jarrotts Historiendrama Königin für tausend Tage mit Richard Burton und Geneviève Bujold verfasste. Für den Film erhielt das Autorenteam um John Hale eine Oscar-Nominierung in der Kategorie Bestes adaptiertes Drehbuch und den Golden Globe Award.
Neben seiner Tätigkeit als Drehbuchautor beteiligte sich Richard Sokolove im Jahr 1956 auch zwei Mal als ausführender Filmproduzent an den Filmen Ohne Liebe geht es nicht und Der Eroberer mit John Wayne.
Sokolove verstarb im Mai 1975 im Alter von 67 Jahren in Kalifornien.

## Auszeichnungen
- 1970: Oscar-Nominierung in der Kategorie Bestes adaptiertes Drehbuch bei der Verleihung 1970 für das Historiendrama Königin für tausend Tage zusammen mit John Hale und Bridget Boland
- 1970: Golden Globe Award bei der Verleihung 1970 für das Historiendrama Königin für tausend Tage zusammen mit John Hale und Bridget Boland

## Filmografie (Auswahl)

### Kino
als Drehbuchautor
- 1946: The Magnificent Rogue
- 1960: Peter Gunn (Fernsehserie, 1 Episode)
- 1961: The Best of the Post (Fernsehserie, 1 Episode)
- 1969: Königin für tausend Tage (Anne of the Thousand Days)

als Filmproduzent
- 1956: Der Eroberer (The Conqueror)
- 1956: Ohne Liebe geht es nicht (You Can't Run Away from It)